# Rhus
Rhus es un género con aproximadamente 250 especies de plantas fanerógamas perteneciente a la familia Anacardiaceae. Algunas especies antes emplazadas en este género, ahora son incluidas en el género Toxicodendron, como T. radicans, T. diversilobum y T. vernix, y se diferencian por su follaje altamente alergénico y por su fruto blanco grisáceo. 

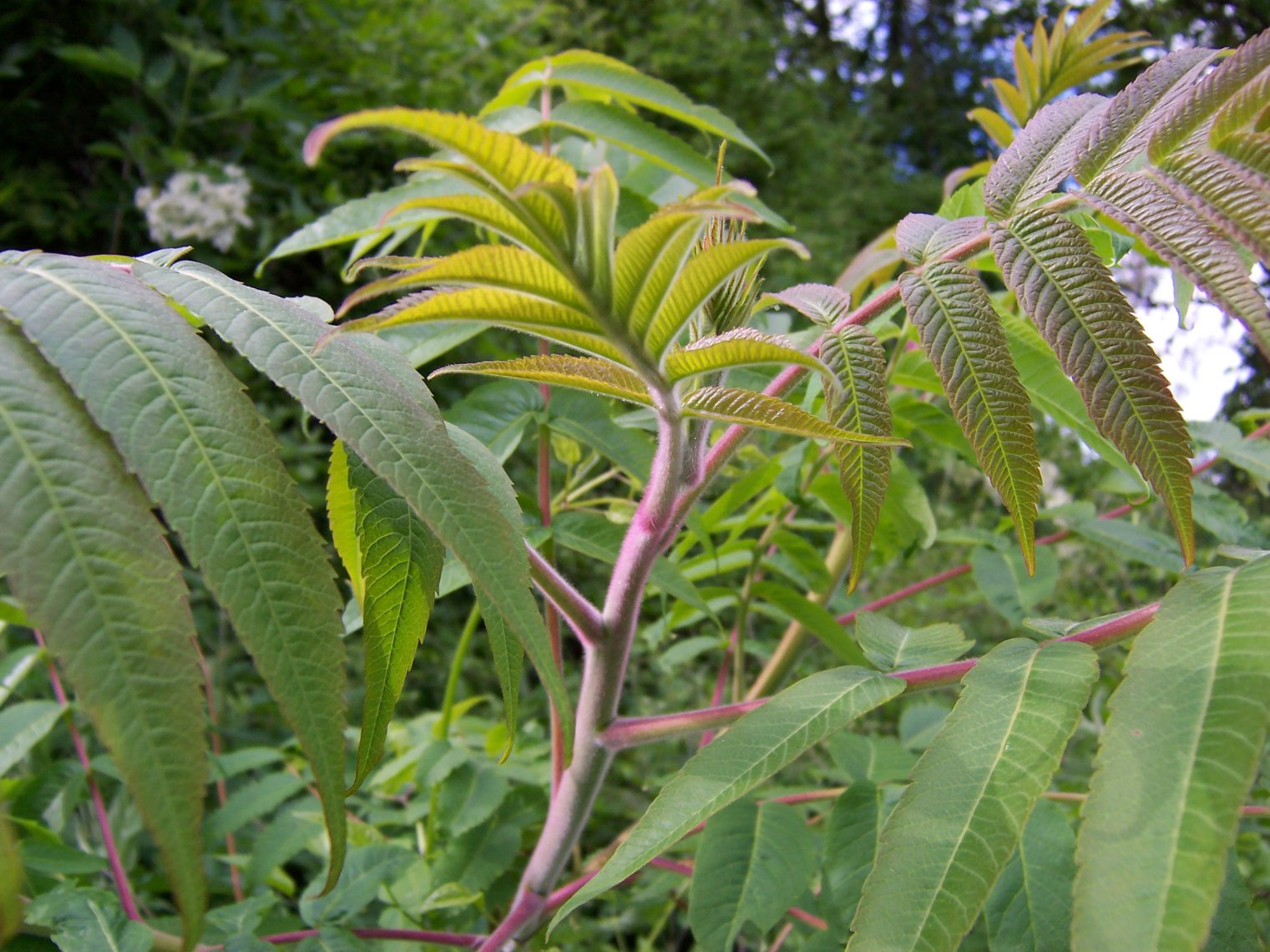
Rhus typhina.

## Distribución
El género se encuentra en las regiones templadas y subtropicales de todo el mundo, con una gran diversidad en el sur de África.

## Descripción
Son arbustos y pequeños árboles que alcanzan 1-10 m de altura. Las hojas dispuestas en espiral, son usualmente pinnadas compuestas, aunque algunas especies son trifoliadas o simples. Las flores se agrupan en densas panículas de 5-30 cm de longitud, son muy pequeñas de color crema, verdoso o rojo, con cinco pétalos. El fruto forma densos racimos de drupas rojas. 
Se propaga por semillas que dispersan los pájaros y otros animales con sus heces, y por rizomas, formando grandes colonias.

Especie de Rhus de Irán

## Taxonomía
El género fue descrito por Carlos Linneo y publicado en Species Plantarum 1: 265–267. 1753. La especie tipo es: Rhus coriaria L. 

## Especies
| África - Rhus acocksii Moffett - Rhus albomarginata Sond. - Rhus angustifolia L. - Rhus batophylla Codd - Rhus baurii Schonland - Rhus bolusii Sond. ex Engl. - Rhus burchellii Sond. ex Engl. - Rhus carnosula Schonland - Rhus chirindensis Baker f. - Rhus ciliata Licht. ex Schult. - Rhus crenata Thunb. - Rhus cuneifolia L. - Rhus dentata Thunb. - Rhus discolor E.Mey. ex Sond. - Rhus dissecta Thunb. - Rhus divaricata Eckl. & Zeyh. - Rhus dracomontana Moffett - Rhus dregeana Sond. - Rhus dura Schonland - Rhus engleri Britt. - Rhus erosa Thunb. - Rhus fastigiata Eckl. & Zeyh. - Rhus gerrardii (Harv. ex Engl.) Diels - Rhus glauca Thunb. - Rhus gracillima Engl. - Rhus grandidens Harv. ex Engl. - Rhus gueinzii Sond. - Rhus harveyi Moffett - Rhus horrida Eckl. & Zeyh. - Rhus incisa L.f. - Rhus kirkii Oliv. - Rhus keetii Schönl. - Rhus krebsiana C.Presl ex Engl. - Rhus laevigata L. - Rhus lancea L.f. - Rhus leptodictya Diels - Rhus longispina Eckl. & Zeyh. - Rhus lucens Hutch. - Rhus lucida L. - lengua mora de México - Rhus macowanii Schönl. - Rhus magalismontana Sond. - Rhus maricoana Moffett - Rhus marlothii Engl. - Rhus microcarpa Schonland - Rhus montana Diels - Rhus natalensis Bernh. ex Krauss - Rhus nebulosa Schonland - Rhus pallens Eckl. & Zeyh. - Rhus pendulina Jacq. - Rhus pentheri Zahlbr. - Rhus pondoensis Schönland - Rhus populifolia E.Mey. ex Sond. - Rhus problematodes Merxm. & Roessl. - Rhus pterota C.Presl - Rhus pygmaea Moffett - Rhus pyroides Burch. - Rhus quartiniana A.Rich. - Rhus refracta Eckl. & Zeyh. - Rhus rehmanniana Engl. - Rhus rigida Mill. - Rhus rimosa Eckl. & Zeyh. - Rhus rogersii Schonland - Rhus rosmarinifolia Vahl - Rhus rudatisii Engl. - Rhus scytophylla Eckl. & Zeyh. - Rhus sekhukhuniensis Moffett - Rhus stenophylla Eckl. & Zeyh. - Rhus tenuinervis Engl. - Rhus tomentosa L. - Rhus transvaalensis Engl. - Rhus tridactyla Burch. - Rhus tumulicola S.Moore - Rhus undulata Jacq. - Rhus volkii Suess. - Rhus wilmsii Diels - Rhus zeyheri Sond. | Asia - Rhus chinensis Mill. - Rhus hypoleuca Champ. ex Benth. - Rhus javanica L. - Rhus punjabensis J.L.Stew. ex Brand - Rhus verniciflua Stokes: Árbol del barniz; ver Toxicodendron vernicifluum (Stokes) F.A.Barkley - Rhus succedanea L. Australia, Pacífico - Rhus taitensis Guillem. Región Mediterránea - Rhus coriaria L. - Rhus pentaphylla Desf. - Rhus tripartita DC. Este de Norteamérica - Rhus aromatica Aiton - Rhus copallina L. - añil del pinar, copal. - Rhus glabra L. - Rhus lanceolata A.Gray ex Engl. - Rhus michauxii Sarg. - Rhus typhina L.: Zumaque de Virginia. - Rhus toxicodendron L.: ver Toxicodendron radicans (L.) Kuntze - Rhus vernix: ver Toxicodendron vernix Shafer Oeste de Norteamérica - Rhus choriophylla Wooten & Standl. - Arizona, New México - Rhus integrifolia Benth. & Hook.f. ex S.Watson - Rhus laurina Nutt. ex Torr. & A.Gray - Rhus microphylla Engelm. - Rhus ovata S.Watson - Rhus trilobata Nutt. in Torr. & A.Gray - Rhus virens Lindh. ex A.Gray México y Centroamérica - Rhus muelleri Standl. & F.A.Barkley - Rhus standleyi F.A. Barkley - zumaque de México Océano Pacífico - Rhus sandwicensis A.Gray |